# Campionato Primavera 2015-2016 (calcio femminile)
L'edizione 2015-2016 è stata la diciassettesima nella storia del Campionato Primavera Femminile.

## Formula
Il torneo si divide in due fasi: una fase regionale, organizzata dai rispettivi comitati, ed una fase nazionale. La fase regionale viene organizzata autonomamente dai singoli comitati regionali, i quali optano a seconda dei casi per un campionato, una coppa, eccetera. Le vincitrici dei rispettivi tornei regionali, acquisiscono il diritto di partecipare alla fase nazionale. La fase nazionale consiste in due fasi: una a gironi ed una ad eliminazione diretta. Nella fase a gironi, ogni squadra disputa nel proprio un numero pari di gare in casa ed in trasferta: la squadra che riposa nella prima giornata è determinata per sorteggio, effettuato a cura del Dipartimento, così come la squadra che disputa la prima gara in trasferta; riposa nella seconda giornata la squadra che ha vinto la prima gara o, in caso di pareggio, quella che ha disputato la prima gara in trasferta; nella terza giornata si disputa la gara fra le due squadre che non si sono incontrate in precedenza: gioca in casa la squadra che non ha disputato alcun incontro in casa. Al termine delle rispettive giornate, la prima classificata di ogni girone accede alla fase ad eliminazione diretta. Le gare della fase ad eliminazione diretta si disputano con turni di andata e ritorno, mentre la finale è in gara unica su campo neutro.

## Limiti di età
Possono partecipare alla fase regionale solo le calciatrici nate dal 1º gennaio 1997 in poi e che, comunque, abbiano anagraficamente compiuto il 14º anno di età, regolarmente tesserate per le rispettive Società nella stagione in corso. Per la sola fase a gironi della fase nazionale, possono essere impiegate fino a due atlete fuori quota nate dal 1º gennaio 1996 al 31 dicembre 1996.

## Partecipanti
In questa stagione, sono state 12 le squadre ammesse alla fase finale dai rispettivi campionati regionali.
- AGSM Verona
- Amicizia Lagaccio
- Castelfranco
- L.F. Jesina
- Keralpen Belluno (ritirata)
- Luserna

- Mozzanica
- Napoli
- Pordenone
- Res Roma
- Pink Sport Time
- Tavagnacco

Le 11 partecipanti sono state divise in 2 gironi da 3 squadre e due accoppiamenti diretti, con divisione geografica.
Ogni squadra disputa nel proprio girone due gare (una in casa ed una in trasferta): al termine delle tre giornate, la prima classificata di ogni girone accede alla fase ad eliminazione diretta.
Le semifinali si disputano in gare di andata e ritorno, mentre la finalissima si disputa in gara secca su campo neutro.

## Fase Nazionale

### Semifinali
| Squadra 1   | Totale | Squadra 2 | Andata | Ritorno |
| ----------- | ------ | --------- | ------ | ------- |
| Napoli      | 2 - 5  | Res Roma  | 2 - 1  | 0 - 4   |
| AGSM Verona | 4 - 6  | Mozzanica | 0 - 3  | 4 - 3   |

#### Gare d'andata
| Arbitro: | Michele Delrio (Reggio Emilia) |

|  |           |                           |
|  | Marcatori | 13’, 26’ Borges 18’ Baldi |

| Arbitro: | Luigi Catanoso (Reggio Calabria) |

|                      |           |             |
| Moraca 56’ Massa 75’ | Marcatori | 33’ Palombi |

#### Gare di ritorno
| Arbitro: | Ilaria Bianchini (Terni) |

|                                                 |           |  |
| Simeone 29’ Greggi 41’ Simonetti 74’ Natali 85’ | Marcatori |  |

| Arbitro: | Eugenio Scarpa (Collegno) |

|                                           |           |                                   |
| Martella 35’ Borges 49’ Pellegrinelli 73’ | Marcatori | 51’ (rig.) Borges 54’, 70’ Pasini |

### Finale
| Squadra 1 | Risultato | Squadra 2 |
| --------- | --------- | --------- |
| Mozzanica | 1 - 2     | Res Roma  |

#### Tabellino
| Arbitro: | Raimondo Borriello (Arezzo) |

|            |           |                        |
| Borges 40’ | Marcatori | 21’ Picchi 74’ Palombi |